# Dexamethason
Dexamethason je glukokortikoid používaný k léčbě těchto nemocí: revma, řada kožních onemocnění, těžké alergií, astma, chronická obstrukční plicní nemoc, krup, otok mozku, pooperační bolest očí, syndrom horní duté žíly (komplikace některých druhů rakoviny) a v kombinaci s antibiotiky také tuberkulóza. Při nedostatku nadledvinové kůry je lékem volby v kombinaci s mineralokortikoidy, jako je fludrokortison. Při předčasném porodu zvyšuje šance plodu na přežití. Může být podáván ústy, jako injekce do svalu nebo do žíly, jako topický krém nebo mast na kůži nebo jako topický oční roztok. Účinky dexamethasonu se často dostaví během jednoho dne a trvají přibližně tři dny.
Dlouhodobé užívání dexamethasonu může mít za následek kandidózu, ztrátu kostní hmoty, šedý zákal, snadnou tvorbu modřin nebo svalovou slabost. Ve Spojených státech je zařazen do kategorie C pro těhotenství, což znamená, že by se měl používat pouze v případě, kdy předpokládaný přínos převáží nad rizikem. V Austrálii je v ústním podání řazen do kategorie A, což znamená, že se často používá v těhotenství a že nebylo zjištěno, že by způsoboval problémy u dětí. Během kojení by se užívat neměl. Má protizánětlivé a imunosupresivní účinky.
Dexamethason byl uměle vyroben Philipem Showalterem Henchem v roce 1957 a schválen pro lékařské použití byl v roce 1961. Je na Listině základních léků Světové zdravotnické organizace. V roce 2017 to byl 321. nejčastěji předepisovaný lék ve Spojených státech, s více než milionem receptů.

## Lékařské použití

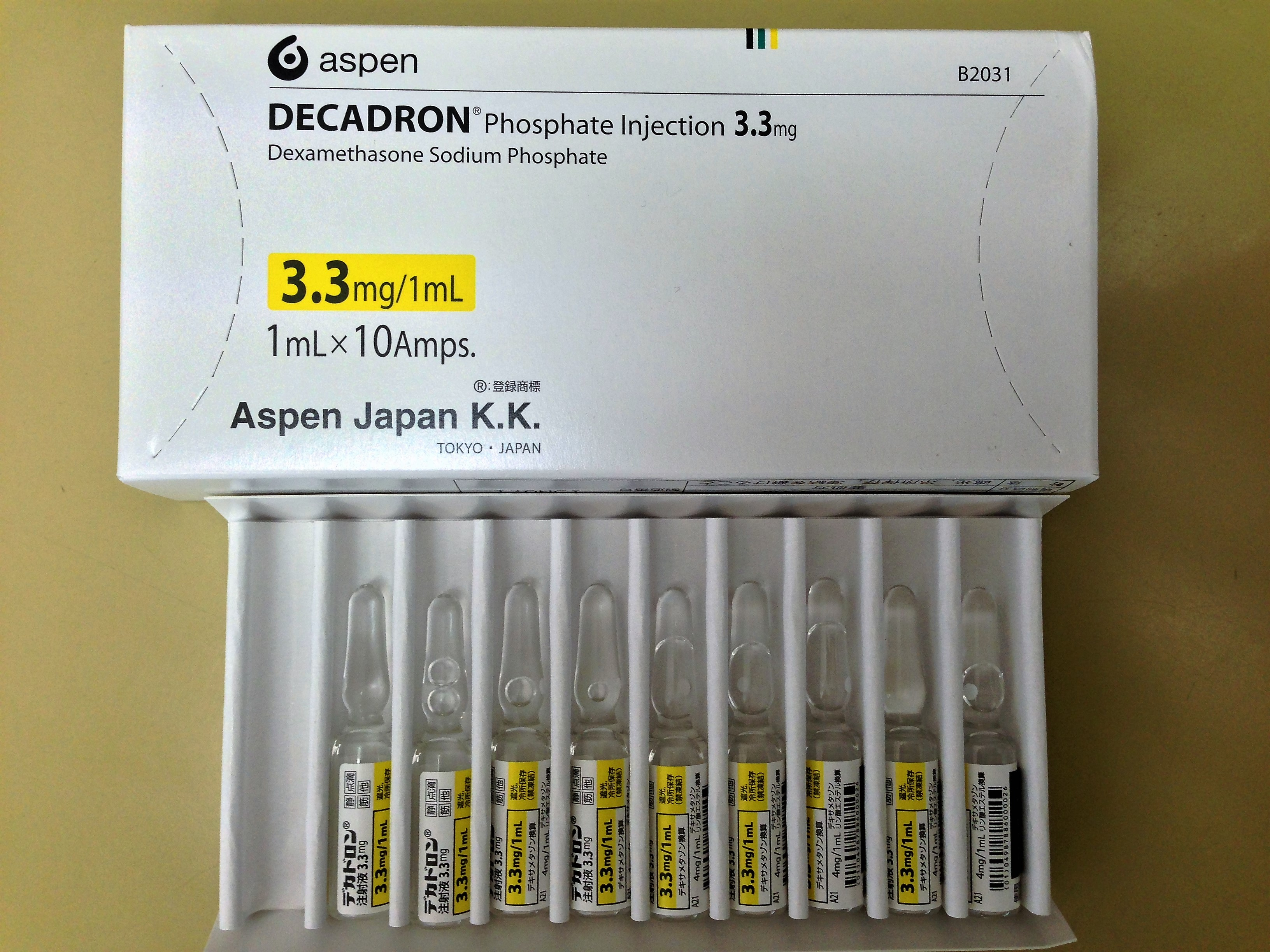
Dexamethason fosfát v injekčních ampulích

### Protizánětlivé
Dexamethason se používá k léčbě mnoha zánětlivých a autoimunitních poruch, jako je revmatoidní artritida a bronchospasmus. Pro léčbu idiopatické trombocytopenické purpury, tj. snížení počtu krevních destiček v důsledku selhání imunity, se užívá 40 mg denně po dobu čtyř dnů; může být podáván ve 14denních cyklech. Není jasné, zda je dexamethason za těchto podmínek významně účinnější než jiné glukokortikoidy.
Podává se také v malých množstvích před některými stomatologickými úkony a/nebo po nich; jsou to úkony jako extrakce zubů moudrosti, která často vede k otokům tváří.
Dexamethason se běžně podává jako léčba krupu u dětí, protože jedna dávka může snížit otok dýchacích cest, zlepšit dýchání a celkově ulevit.
Při léčbě plantární fasciitidy se podává injekčně do paty, někdy ve spojení s triamcinolon acetonidem.
Pomáhá při alergickém anafylaktickém šoku, pokud je podáván ve vysokých dávkách.
Je obsažen v některých očních kapkách, používaných zejména po operacích oka; obsahují ho také některé nosní spreje a jisté ušní kapky (lze kombinovat s antibiotiky a antimykotiky). Dexamethasonové intravitreální steroidní implantáty byly schváleny FDA k léčbě potíží s očima, jako je diabetický makulární edém, okluze centrální retinální žíly a uveitida. Dexamethason byl také používán v kombinaci s antibiotiky k léčbě akutní endoftalmitidy.
Dexamethason se používá při zavedení kardiostimulátoru k minimalizaci zánětlivé reakce myokardu. Uvolňuje se do myokardu při vysunutí elektrody a snižuje tak zánětlivou odpověď a v důsledku toho rovněž práh akutní stimulace. Typické množství přítomné ve špičce elektrody je menší než 1,0 mg.
V případě bakteriální meningitidy lze dexamethason podávat před antibiotiky. Snižuje zánětlivou reakci těla (antibiotika usmrcují bakterie a přitom se uvolňují prozánětlivé mediátory, které mohou způsobit škodlivou reakci) a zabraňuje ztrátě sluchu a jiným neurologickým poškozením.

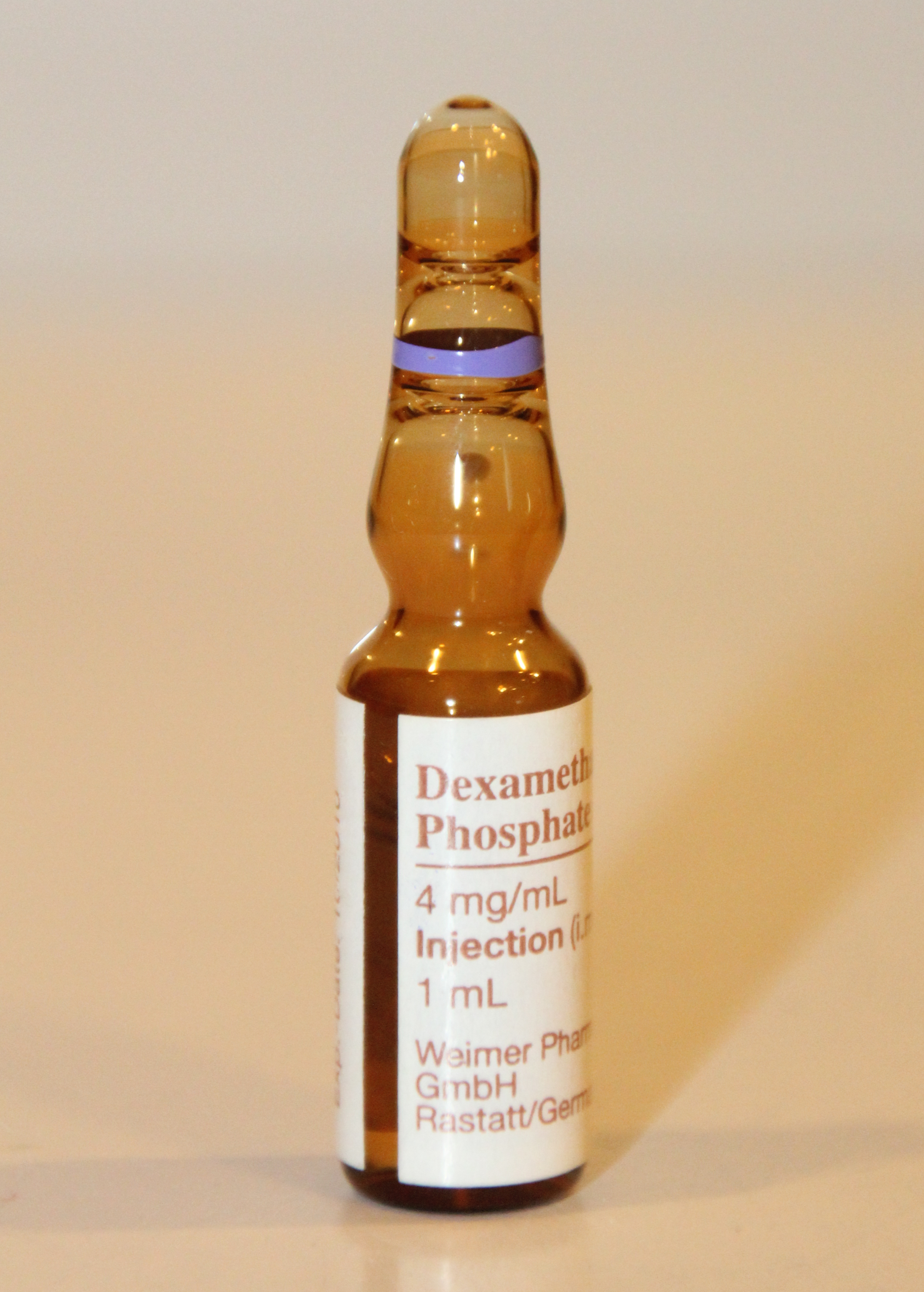
Ampule dexamethason fosfátu pro injekci

### Nádorová onemocnění
Lidem s rakovinou, kteří podstupují chemoterapii, se dexamethason často podává jako prevence některých vedlejších účinků protinádorové léčby. Může posílit antiemetické účinky antagonistů receptoru 5-HT3, jako je například ondansetron. Přesný mechanismus této interakce není úplně znám, ale usuzuje se, že může být mimo jiné zapříčiněn inhibicí syntézy prostaglandinů, protizánětlivými a imunosupresivními účinky, sníženým uvolňováním endogenních opioidů, popř. kombinací výše uvedeného.
Dexamethason se také používá jako přímé chemoterapeutikum u určitých hematologických malignit, zejména při léčbě mnohočetného myelomu, kdy se podává samostatně nebo v kombinaci s jinými chemoterapeutiky, nejčastěji s thalidomidem (Thal-dex), lenalidomidem a bortezomibem (Velcade, Vel-dex).

### Covid-19
Národní zdravotnická služba ve Spojeném království a Národní ústav zdraví v USA doporučují dexamethason pro pacienty s covidem-19, kteří potřebují buď mechanickou ventilaci, nebo doplňkový kyslík (bez ventilace).
Panel pokynů společnosti Infectious Diseases Society of America (IDSA) navrhuje použití glukokortikoidů u pacientů se závažným onemocněním covid-19; léčba je vhodná pro pacienty se SpO2 ≤ 94 % na vzduchu v místnosti a pro ty, kteří vyžadují doplňkový kyslík, mechanickou ventilaci nebo mimotělní membránovou oxygenaci. IDSA nedoporučuje používání glukokortikoidů u pacientů s covidem-19, kteří nepotřebují doplňkový kyslík z důvodu hypoxemie.
Světová zdravotnická organizace (SZO) doporučuje pro léčbu lidí s covidem-19 spíše systémové kortikosteroidy než žádné (důrazné doporučení založené na přiměřených důkazech). SZO doporučuje nepoužívat kortikosteroidy při léčbě lidí s mírným průběhem onemocnění (podmíněné doporučení založené na málo průkazných datech).
Metaanalýza sedmi klinických studií s pacienty se závažným průběhem onemocnění covid-19, z nichž každá používala k léčbě jeden ze tří různých kortikosteroidů, vykazuje statisticky průkazné snížení pravděpodobnosti úmrtí. Největšího snížení bylo docíleno s použitím dexamethasonu (36 % ve srovnání s placebem).
Evropská léková agentura (EMA) schválila v září 2020 použití dexamethasonu u dospělých a dospívajících (od dvanácti let s váhou alespoň 40 kg), kteří vyžadují doplňkovou kyslíkovou terapii. Dexamethason je podáván ústy, injekčně nebo formou infuze (kapání) do žíly.
Mechanismus účinku dexamethasonu zahrnuje potlačení pozdní reakce interferonu typu I u pacientů s těžkým průběhem covidu-19.

### Endokrinní
Dexamethason se používá při léčbě velmi vzácné poruchy rezistence na glukokortikoidy.
U adrenální insuficience a Addisonovy choroby je předepisován v případě, že pacient špatně reaguje na prednison nebo methylprednisolon.
Používá se při vrozené adrenální hyperplazii u starších dospívajících a dospělých k potlačení produkce ACTH. Obvykle se podává v noci.

### Těhotenství
Dexamethason může být předepisován ženám s rizikem předčasného porodu, aby se podpořilo zrání plic plodu. Podání léku jeden den až jeden týden před porodem bylo spojeno s nízkou porodní hmotností, nikoli však se zvýšenou pravděpodobností neonatálního úmrtí.
Dexamethason byl také podáván během těhotenství jako prenatální léčba symptomů kongenitální adrenální hyperplazie (CAH) u plodů ženského pohlaví (není však pro tento účel dosud schválen). CAH se projevuje různými fyzickými abnormalitami, zejména nevyhraněným pohlavím. Ukázalo se, že časná prenatální léčba CAH potlačuje některé příznaky, ale neléčí základní vrozenou poruchu. Použití léku pro tuto indikaci je sporné: není dostatečně prověřeno, protože CAH postihuje zhruba jeden z deseti plodů léčených žen a byly zdokumentovány závažné nežádoucí účinky. Experimentální používání dexamethasonu v těhotenství pro léčbu fetální CAH bylo ve Švédsku přerušeno poté, co jeden z pěti případů trpěl nežádoucími účinky.
Jedna klinická studie zjistila dlouhodobé účinky na slovní pracovní paměť u malé skupiny dětí léčených prenatálně. Závěry studie však nejsou objektivní z důvodu malého počtu testovaných.

### Výškové nemoci
Dexamethason se používá při léčbě vysokohorského cerebrálního edému (HACE) a také vysokohorského plicního edému (HAPE). Běžně se podává při horolezeckých expedicích, aby ulevil horolezcům od komplikací spojených s výškovou nemocí.

### Nevolnost a zvracení
Dexamethason se podává nitrožilně jako prevence nevolnosti a zvracení u lidí, kteří podstoupili operaci a dostávali na pooperační bolesti neuroaxiální opioidy s dlouhodobým účinkem.
Kombinace dexamethasonu a antagonistů 5-HT3 receptoru, jako je ondansetron, je v prevenci pooperační nevolnosti účinnější než samotný antagonista 5-HT3 receptoru.

### Bolest v krku
Jedna dávka dexamethasonu nebo jiného steroidu zmírňuje bolesti v krku.

## Kontraindikace
Kontraindikace dexamethasonu zahrnují:
- Nekontrolované infekce
- Známou přecitlivělost na dexamethason
- Cerebrální malárii
- Systémovou plísňovou infekci
- Současnou léčbu živými virovými vakcínami (včetně vakcíny proti neštovicím)

## Nežádoucí účinky
Přesné údaje o četnosti nežádoucích účinků dexamethasonu nejsou k dispozici. Z tohoto důvodu byly provedeny odhady na základě nežádoucích účinků příbuzných kortikosteroidů a dostupné dokumentace o dexamethasonu.

### Běžné
- akné
- nespavost
- závrať
- zvýšená chuť k jídlu
- přírůstek hmotnosti
- ztenčená jemná pokožka, špatné hojení kožních ran
- deprese
- povznesená nálada
- vysoký krevní tlak
- vyšší náchylnost k infekcím
- zvýšený nitrooční tlak
- zvracení
- trávicí obtíže
- zmatenost
- ztráta paměti
- podrážděnost
- žaludeční nevolnost
- malátnost
- bolesti hlavy
- šedý zákal (při dlouhodobém užívání se vyskytuje u 10 % pacientů)

### Další nežádoucí účinky (četnost není známa)
- papilitida
- oslabení nadledvin
- opožďování růstu (u dětí)
- Cushingův syndrom
- žaludeční vřed
- řídnutí kostí (osteoporóza)
- svalová slabost, myopatie
- cukrovka 2. typu
- vysoká hladina krevního cukru
- zánět slinivky břišní
- zadržování tekutin a sodíku
- mánie
- psychóza
- zelený zákal
- kardiomyopatie
- abdominální distenze
- ztenčení očních membrán
- kandidóza
- kožní atrofie
- modřiny
- teleangiektázie (oslabení vlásečnic, které mohou snadno praskat, což se projevuje jako podkožní krvácení)
- strie
- leukocytóza (zvýšený počet bílých krvinek)
- formování krevních sraženin (tromboembolické komplikace)
- psychická závislost
- zhroucení obratlů
- jícnový vřed
- záchvaty
- vysoké hladiny triglyceridů v krvi (hypertriglyceridémie)
- nitrolební hypertenze (při dlouhodobé léčbě)
- otoky ve tváři
- snížená hladina draslíku v krvi
- snížená hladina vápníku v krvi
- svalová atrofie
- úbytek dusíku v důsledku odbourávání bílkovin
- alergické reakce včetně anafylaxe

### Přerušení léčby
Náhlé vysazení kortikosteroidů po dlouhodobém užívání může vést k:
- akutní nedostatečnosti nadledvin
- nízkému tlaku
- horečce
- svalové slabosti
- bolesti kloubů
- rýmě
- zánětu spojivek
- vzniku bolestivých a svědivých kožních bulek
- ztrátě hmotnosti
- smrti

## Vzájemné působení
Mezi známé lékové interakce patří toto:
- Induktory jaterních mikrosomálních enzymů, jako jsou barbituráty, fenytoin a rifampicin, mohou vést ke snížení plazmatických koncentrací dexamethasonu.
- Současná léčba perorálními kontraceptivy může zvýšit distribuční objem dexamethasonu.

## Farmakologie
Jako glukokortikoid je dexamethason agonistou glukokortikoidního receptoru (GR). Má minimální mineralokortikoidní aktivitu.

## Chemie
Dexamethason je syntetický pregnanový kortikosteroid a derivát kortizolu (hydrokortison) a je také známý jako 1-dehydro-9α-fluor-16α-methylhydrokortison nebo jako 9α-fluor-11β,17α,21-trihydroxy-16α-methylpregna-1,4-dien-3,20-dion. Molekulární a krystalová struktura dexamethasonu byla stanovena rentgenovou krystalografií. Jedná se o stereoizomer betamethasonu; obě sloučeniny se liší pouze prostorovou konfigurací metylové skupiny na pozici 16 (viz steroidní nomenklaturu).

### Syntéza

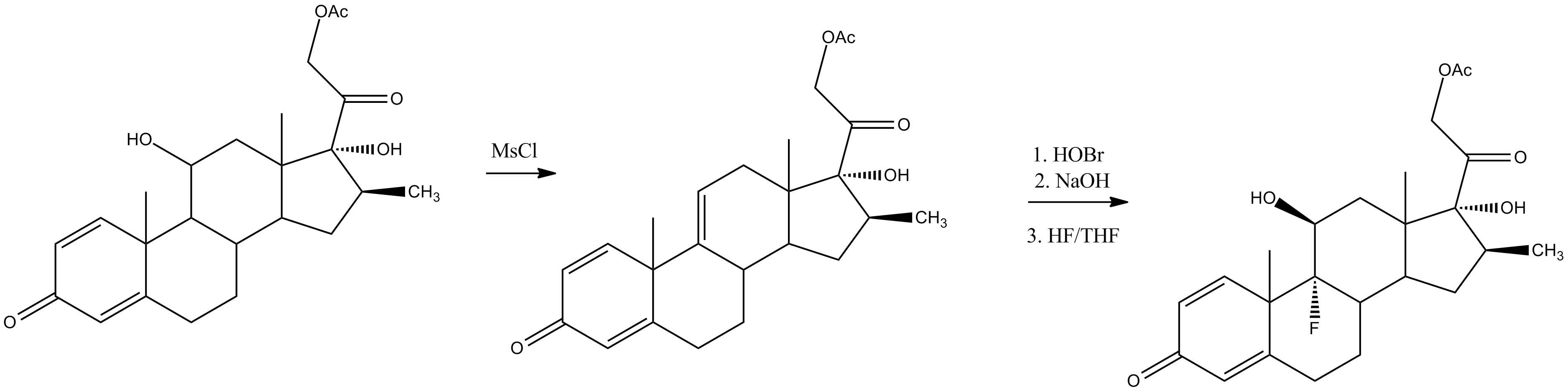
Syntéza dexamethasonu

K syntéze dexamethasonu je potřeba dehydratovat 16β-methylprednisolon-acetát na 9,11-dehydro derivát. Ten pak reaguje se zdrojem hypobromitu, například bazickým N-bromsukcinimidem, za vzniku 9α-brom-11β-hydrinového derivátu, který pak vytvoří vazbu s epoxidem. Reakcí s fluorovodíkem v tetrahydrofuranu vzniká dexamethason.

## Dějiny
Dexamethason poprvé syntetizoval Philip Showalter Hench v roce 1957. Pro lékařské použití byl dexamethason představen v roce 1958.
Společnost RECOVERY Trial oznámila dne 16. června 2020 předběžné výsledky, z nichž vyplývá, že dexamethason zvyšuje úroveň přežití u hospitalizovaných pacientů s covidem-19, kteří dostávají kyslík nebo jsou na ventilátoru. Přínos byl pozorován jen u pacientů vyžadujících podporu dýchání; ti, kteří ji nepotřebovali, prospívali hůř než kontrolní skupina, i když nelze vyloučit, že k tomu došlo náhodou. Předtisk obsahující úplný soubor údajů byl zveřejněn 22. června 2020 a poptávka po dexamethasonu po jeho zveřejnění prudce vzrostla. Předběžná zpráva byla zveřejněna v The New England Journal of Medicine dne 18. července 2020.
Světová zdravotnická organizace (WHO) uvádí, že dexamethason by měl být vyhrazen pro vážně nemocné a kriticky ohrožené pacienty, kteří jsou na covid-19 léčeni v nemocničním prostředí. Generální ředitel WHO uvedl, že „WHO zdůrazňuje, že dexamethason by měl být používán pouze u pacientů se závažným nebo kritickým průběhem onemocnění, a to pod přísným klinickým dohledem. Neexistuje žádný důkaz, že by tento lék fungoval u pacientů s mírnými příznaky nebo jako preventivní opatření; naopak by v těchto případech mohl ublížit na zdraví.“ V červenci 2020 WHO uvedla, že pracuje na aktualizaci pokynů pro léčbu a chystá se do nich zahrnout i dexamethason nebo jiné steroidy. V září 2020 vydala aktualizované pokyny k používání kortikosteroidů u COVID-19.
V červenci 2020 začala Evropská léková agentura (EMA) přezkoumávat výsledky léčebného ramene studie RECOVERY, které zahrnovalo použití dexamethasonu u pacientů s covidem-19 přijatých do nemocnice. Důvodem přezkoumání byla nutnost zaujmout stanovisko k výsledkům a zejména k potenciálnímu využití dexamethasonu v léčbě dospělých s covidem-19. V září 2020 obdržela EMA žádost o registraci dexamethasonu pro covid-19.

## Společnost a kultura

### Cena
Dexamethason je levný. Ve Spojených státech stojí měsíční léčba obvykle méně než 25 amerických dolarů. V Indii stojí léčba předčasného porodu asi 0,50 amerického dolaru. Látka je dostupná ve většině oblastí světa.

### Nelékařské použití
Dexamethason je podáván v legálních bangladéšských nevěstincích prostitutkám, které ještě nedosáhly zákonného věku, kvůli tomu, aby přibíraly na váze a zákazníkům a policii se jevily starší a zdravější.
Dexamethason a většina glukokortikoidů je zakázána sportovními orgány včetně Světové antidopingové agentury.

## Veterinární použití
V kombinaci s marbofloxacinem a klotrimazolem je dexamethason dostupný pod názvem Aurizon, číslo CAS 115550-35-1, a používá se k léčbě těžkých ušních infekcí zejména u psů. Lze jej také kombinovat s trichlormethiazidem k léčbě koní s otoky distálních končetin a celkovými podlitinami.